# Jatropha sotoi-nunyezii
Jatropha sotoi-nunyezii är en törelväxtart som beskrevs av Francisco Javier Fernández Casas och E.Martínez. Jatropha sotoi-nunyezii ingår i släktet Jatropha och familjen törelväxter. Inga underarter finns listade i Catalogue of Life.